# Johnson Beharry
Johnson Beharry, né le 26 juillet 1979 à Grenade, est un soldat britannique servant dans la British Army avec le grade de sergent. Il est récipiendaire de la Croix de Victoria (en anglais : Victoria Cross), distinction suprême de l'armée britannique et du Commonwealth qui récompense les actes de bravoure face à l'ennemi. Il reçoit cette distinction après avoir sauvé des soldats de son unité, le 1er bataillon du régiment royal de la princesse de Galles (Princess of Wales's Royal Regiment), lors d'embuscades à Al-Amara, en Irak, les 1er mai et 11 juin 2004, dans le contexte de la guerre d'Irak.

## Vie privée
Johnson Beharry naît à Grenade le 26 juillet 1979. Il rejoint le Royaume-Uni en 1999 et s'engage dans le régiment royal de la princesse de Galles en 2001. Il divorce de sa première épouse Lynthia Beharry, elle aussi originaire de Grenade, à la suite de son expérience traumatique de la guerre. En 2013, il se remarie à Mallissa Venice Noel à Londres : le couple a deux enfants. Johnson Beharry est franc-maçon.

## Carrière militaire
Johnson Beharry rejoint le régiment royal de la princesse de Galles en 2001. Après un entrainement à la garnison de Catterick, il intègre la compagnie C du 1er bataillon de son régiment en tant que conducteur de véhicules blindés. Il sert pendant six mois au Kosovo, puis trois mois en Irlande du Nord, avant d'être envoyé en Irak.

### Actions en Irak et croix de Victoria

#### Actions
le 1er mai 2004, Johnson Beharry conduit un MCV-80 Warrior en tête d'un convoi appelé à la rescousse par une patrouille à pied prise en embuscade. Son véhicule est atteint par des roquettes qui endommagent ses moyens de communication. Le commandant de peloton, le mitrailleur et d'autres membres de l'équipage sont blessés. Beharry est forcé de conduire à une main en s'exposant au feu ennemi, sortant sa tête de l'habitacle pour pallier la défaillance de son périscope. Il conduit son véhicule, suivi par cinq autres MCV-80, à travers les tirs d'armes légères et de roquette, et parvient à les faire sortir de l'embuscade. Au cours du trajet, il est touché par une balle de 7,62 mm qui est arrêtée par son casque. Il descend ensuite de son blindé et transporte, en s'exposant par trois fois à l'ennemi, les soldats blessés de son véhicule vers d'autres véhicules du convoi. Après avoir conduit son MCV-80 hors de la zone ennemie, il s'évanouit et est évacué.
Le 11 juin 2004, alors qu'il est une nouvelle fois en tête d'un convoi de MCV-80 Warrior, son véhicule est atteint par une roquette qui explose à 15 cm de sa tête, le blessant grièvement. D'autres roquettes atteignent son véhicule et blesent son commandant de peloton et d'autres soldats. Malgré sa propre blessure, Johnson Beharry conduit une nouvelle fois son véhicule hors de la zone de combat avant de s'évanouir. En raison de ses blessures à la tête il subit une opération neurochirurgicale : il est encore en convalescence lorsqu'il apprend qu'il va recevoir la croix de Victoria.

#### Attribution de la croix de Victoria
L'avis d'attribution de la croix de Victoria à Johnson Beharry est publié le 18 mars 2005 dans la London Gazette : 

« Le soldat Beharry a accompli deux actes individuels de grand héroïsme, par lesquels il a sauvé la vie de ses camarades. Ces deux actes ont été accomplis face à l'ennemi, sous un feu nourri, au péril de sa vie (l'un d'entre eux lui a valu des blessures très graves) […]. Beharry a fait preuve à plusieurs reprises d'une extrême bravoure et d'un courage incontestable, malgré des attaques directes et intenses, des blessures et des dommages causés à son véhicule, face à une action ennemie incessante. »

.

## Vie publique
Sa croix de Victoria lui est remis le 27 avril 2005 par la reine Élisabeth II. Il est le premier à recevoir cette distinction depuis la guerre des Malouines en 1982, et le premier à la recevoir de son vivant depuis la guerre du Viêt Nam en 1969, la médaille étant souvent remise à titre posthume. Beharry acquiert alors une notoriété publique au Royaume-Uni, et participe à des évènements associatifs et sportifs : il visite notamment un centre de vétérans en septembre 2007 et apporte la même année la Coupe d'Angleterre de football sur le terrain de Wembley pour la finale opposant Chelsea FC à Manchester United.
En 2008, hanté par ses souvenirs de guerre, il fait une tentative de suicide au volant de sa voiture en fonçant à 160 km/h dans un lampadaire. Après s'en être sorti indemne, il prend contact avec l'association Combat Stress et encourage les soldats ayant eu des expériences traumatisantes à faire de même.
En 2012 il transport la flamme olympique des Jeux olympiques d'été de 2012 à Londres.
En 2014, en parallèle de la carrière militaire qu'il poursuit au sein de la Household Division, il crée son association, la JBVC, qui contribue à sortir les jeunes de la culture des gangs et à réinsérer d'ancien criminels en les aidant à trouver un emploi stable.
Aux funérailles de la reine Élisabeth II, il pousse le fauteuil roulant de Keith Payne (en), la dernière personne à avoir reçu la croix de Victoria de son vivant avant Beharry. Au couronnement de Charles III, il est le porte-drapeau de la Grenade au sein de la procession des officiels du Commonwealth.